# Mülheim-Kärlich
Mülheim-Kärlich là một thị xã ở huyện Mayen-Koblenz, trong bang Rheinland-Pfalz, phía tây nước Đức. Đô thị Mülheim-Kärlich có diện tích 16,31 km², dân số thời điểm ngày 31 tháng 12 năm 2006 là 10.670 người. Đô thị này thuộc Verbandsgemeinde ("đô thị tập thể") Weißenthurm. Đô thị Mülheim-Kärlich nằm ở phía tây Koblenz, vài cây số so với sông Rhine.